# 新・日向坂ミュージックパレード
『新・日向坂ミュージックパレード』（しん・ひなたざかミュージックパレード）は、2025年5月9日（5月8日深夜）から8月15日（8月14日深夜）まで日本テレビで放送された日向坂46のバラエティ番組である。

## 概要
日向坂46の四期生単独冠番組としてレギュラー放送されてきた『日向坂ミュージックパレード』が「シチュエーションコメディ」要素をプラスしパワーアップして復活。都内某所にあるカラオケルームを舞台に、カラオケが大好きな四期生たちが熱唱をし『“歌×コメディー”』が融合した番組。またメンバーの個性的なキャラクターを生かしコントにも初挑戦する。
前作で行われたゲストによるネタ、音楽ゲームのコーナーやオープニングコーナーの「ちょこパレ46秒」、エンディングコーナーの「ひな撮り」が廃止された。
放送終了後、HuluとTVerで配信。

## 出演者
MC
- 3時のヒロイン（福田麻貴[注 1]、ゆめっち、かなで）

レギュラー
- 日向坂46
  - 4期生：石塚瑶季、小西夏菜実、清水理央、正源司陽子、竹内希来里、平尾帆夏、平岡海月、藤嶌果歩、宮地すみれ、山下葉留花、渡辺莉奈

## 放送日程
| 回 | 放送日        | 放送内容                                       | コント                                        | 出演者                                               | 曲                                                          | 歌唱                                                               | 出典・備考      |
| -- | ------------- | ---------------------------------------------- | --------------------------------------------- | ---------------------------------------------------- | ----------------------------------------------------------- | ------------------------------------------------------------------ | --------------- |
| 1  | 2025年 5月9日 | コントに初挑戦「三線名探偵はるはる」           | 三線名探偵 はるはる                           | 平尾帆夏、山下葉留花                                 | 小泉今日子『学園天国』                                      | メンバー全員、3時のヒロイン                                        | [ 3 ]           |
| 1  | 2025年 5月9日 | コントに初挑戦「三線名探偵はるはる」           | HINAPARE NEWS                                 | 竹内希来里                                           | 松田聖子『裸足の季節』                                      | 正源司陽子                                                         | [ 3 ]           |
| 2  | 5月16日       | コント･小西&藤嶌のムチャぶり催眠ショー         | プリンセスコニーのマインドコニックショー      | 小西夏菜実、藤嶌果歩                                 | JUDY AND MARY『Over Drive』                                 | 石塚瑶季、竹内希来里、渡辺莉奈                                     | [ 4 ]           |
| 2  | 5月16日       | コント･小西&藤嶌のムチャぶり催眠ショー         | HINAPARE NEWS                                 | 竹内希来里                                           | SILENT SIREN『八月の夜』                                    | 平岡海月、宮地すみれ                                               | [ 4 ]           |
| 3  | 5月23日       | 石塚&宮地がぶりっ子魔女コントに挑戦            | 超絶美少女魔女 ラブリースマイル               | 石塚瑶季、宮地すみれ、かなで                         | ピンク・レディー『渚のシンドバッド』                        | 小西夏菜実、清水理央                                               | [ 5 ]           |
| 3  | 5月23日       | 石塚&宮地がぶりっ子魔女コントに挑戦            | HINAPARE NEWS                                 | 竹内希来里                                           | 槇原敬之『もう恋なんてしない』                              | 藤嶌果歩                                                           | [ 5 ]           |
| 4  | 5月30日       | 世界的ダンサー「HONOHIRA」登場！               | コレオグラファー HONOHIRA                     | 平尾帆夏、ゆめっち                                   | スピッツ『美しい鰭』                                        | 平岡海月、渡辺莉奈                                                 | [ 6 ]           |
| 4  | 5月30日       | 世界的ダンサー「HONOHIRA」登場！               | たまこお姉さんのありえない体操                | 石塚瑶季、平尾帆夏、藤嶌果歩                         | SEKAI NO OWARI『眠り姫』                                    | 平尾帆夏、藤嶌果歩                                                 | [ 6 ]           |
| 5  | 6月6日        | 毒舌マッチ売り姉妹&中森明菜名曲                | マッチ売りの姉妹 リナシア&カホエル            | 藤嶌果歩、渡辺莉奈                                   | 桑田佳祐『波乗りジョニー』                                  | 石塚瑶季、清水理央、藤嶌果歩                                       | [ 7 ]           |
| 5  | 6月6日        | 毒舌マッチ売り姉妹&中森明菜名曲                | たまこお姉さんのありえない体操                | 石塚瑶季、平尾帆夏、藤嶌果歩                         | 中森明菜『飾りじゃないのよ涙は』                            | 宮地すみれ                                                         | [ 7 ]           |
| 6  | 6月13日       | イケメン男装で恋愛リアリティショー             | 恋愛リアリティショー「ヒナチェレッテ」        | 小西夏菜実、清水理央、平岡海月、宮地すみれ、渡辺莉奈 | ROCK'A'TRENCH『My SunShine』                                | 小西夏菜実、清水理央、平岡海月、渡辺莉奈                           | [ 8 ]           |
| 6  | 6月13日       | イケメン男装で恋愛リアリティショー             | HINAPARE NEWS                                 | 小西夏菜実                                           | ROCK'A'TRENCH『My SunShine』                                | 小西夏菜実、清水理央、平岡海月、渡辺莉奈                           | [ 8 ]           |
| 7  | 6月20日       | 日向坂46がギャルに変身! ミヒマル「気分上々」   | ギャルサー「ひなリシャス」                    | 清水理央、正源司陽子、竹内希来里、平岡海月           | mihimaru GT『気分上々↑↑』                                   | 清水理央、正源司陽子、竹内希来里、平岡海月                         | [ 9 ]           |
| 7  | 6月20日       | 日向坂46がギャルに変身! ミヒマル「気分上々」   | HINAPARE NEWS                                 | 小西夏菜実                                           | スキマスイッチ『奏（かなで）』                              | 小西夏菜実、山下葉留花                                             | [ 9 ]           |
| 8  | 7月5日        | ムチャブリ催眠術師再来! マインドコニックショー | プリンセスコニーのマインドコニックショー 再来 | 小西夏菜実、藤嶌果歩                                 | 今井美樹『PIECE OF MY WISH』                                | 宮地すみれ、山下葉留花                                             | [ 10 ]          |
| 8  | 7月5日        | ムチャブリ催眠術師再来! マインドコニックショー | 俳人・平岡芭蕉                                | 平岡海月                                             | 大塚愛『プラネタリウム』                                    | 石塚瑶季、清水理央                                                 | [ 10 ]          |
| 9  | 7月11日       | ぶりっ子魔女再び襲来&年下の男の子              | 超絶美少女魔女 ラブリースマイル2              | 石塚瑶季、宮地すみれ、かなで                         | 椎名林檎『幸福論』                                          | 小西夏菜実                                                         | [ 11 ]          |
| 9  | 7月11日       | ぶりっ子魔女再び襲来&年下の男の子              | 俳人・平岡芭蕉                                | 平岡海月                                             | キャンディーズ『年下の男の子』                              | 正源司陽子、藤嶌果歩、渡辺莉奈                                     | [ 11 ]          |
| 10 | 7月18日       | 毒舌マッチ売り姉妹再び! ムチャぶりモノマネ     | マッチ売りの姉妹 リナシア&カホエル2           | 藤嶌果歩、渡辺莉奈                                   | 松田聖子『天使のウィンク』                                  | 石塚瑶季、竹内希来里、宮地すみれ                                   | [ 12 ]          |
| 10 | 7月18日       | 毒舌マッチ売り姉妹再び! ムチャぶりモノマネ     | たまこお姉さんのありえない体操                | 石塚瑶季、平尾帆夏、藤嶌果歩                         | DREAMS COME TRUE『未来予想図II』                            | 平岡海月                                                           | [ 12 ]          |
| 11 | 7月25日       | 三線名探偵に新キャラ登場で大波乱               | 三線名探偵 はるはる2                          | 平岡海月、平尾帆夏、山下葉留花                       | SHISHAMO『君の目も鼻も口も顎も眉も寝ても覚めても超素敵!!!』 | 平岡海月、藤嶌果歩、宮地すみれ                                     | [ 13 ]          |
| 11 | 7月25日       | 三線名探偵に新キャラ登場で大波乱               | たまこお姉さんのありえない体操                | 石塚瑶季、平尾帆夏、藤嶌果歩                         | 竹内まりや『元気を出して』                                  | 山下葉留花                                                         | [ 13 ]          |
| 12 | 8月1日        | ギャル軍団が爆笑ハイテンションゲーム！         | ギャルサー「ひなリシャス」                    | 清水理央、正源司陽子、竹内希来里、平岡海月、ゆめっち | センチメンタル・バス『Sunny Day Sunday』                    | 石塚瑶季、竹内希来里、平尾帆夏、山下葉留花                         | [ 14 ]          |
| 12 | 8月1日        | ギャル軍団が爆笑ハイテンションゲーム！         | ギャルサー「ひなリシャス」                    | 清水理央、正源司陽子、竹内希来里、平岡海月、ゆめっち | ZONE『secret base〜君がくれたもの〜』                       | 小西夏菜実、清水理央、正源司陽子、渡辺莉奈                         | [ 14 ]          |
| 13 | 8月8日        | ブリッ子魔法少女vsムチャぶり毒舌姉妹           | 超絶美少女魔女 ラブリースマイル               | 石塚瑶季、藤嶌果歩、宮地すみれ、渡辺莉奈、かなで     | スキマスイッチ『全力少年』                                  | 小西夏菜実、正源司陽子、竹内希来里、平尾帆夏、平岡海月、山下葉留花 | [ 15 ]          |
| 13 | 8月8日        | ブリッ子魔法少女vsムチャぶり毒舌姉妹           | たまこお姉さんのありえない体操                | 石塚瑶季、平尾帆夏、藤嶌果歩                         | Buono!『初恋サイダー』                                      | 清水理央、藤嶌果歩、渡辺莉奈                                       | [ 15 ]          |
| 14 | 8月15日       | 遂に大団円! ライブ映像と共に1年半を振り返り    | 遂に大団円! ライブ映像と共に1年半を振り返り   | 遂に大団円! ライブ映像と共に1年半を振り返り          | 遂に大団円! ライブ映像と共に1年半を振り返り                 | 遂に大団円! ライブ映像と共に1年半を振り返り                        | [ 16 ] [ 注 3 ] |

## 放送時間
| 放送期間               | 放送日時                     | 放送局     | 対象地域   | 備考   |
| ---------------------- | ---------------------------- | ---------- | ---------- | ------ |
| 2025年5月9日 - 8月18日 | 金曜 0:59 - 1:29（木曜深夜） | 日本テレビ | 関東広域圏 | 制作局 |

## スタッフ
- 企画プロデュース：秋元康[1]
- ナレーション：今立進（エレキコミック）[18]
- 構成：三田卓人、渡辺陽介、橋本圭太朗
- TM：大越克人（#1 - 5）、保刈寛之（#6 - 13）
- SW：中村哲也（#1 - 3・7 - 10、CAMは#11 - 13）、萩野高康（#4 - 6・11 - 13）
- CAM：高橋信彦（#1 - 3）、早川智晃（#4 - 10）
- MIX：宮内貞
- VE：向山江梨佳（#1 - 3）、古手川大（#4 - 6・11 - 13）、笈川太（#7 - 10）
- 技術協力：NiTRO
- 照明：加藤明穂（日テレアート）
- 美術：髙野泰人（日テレアート）（#1 - 6）、中村允（日テレアート）（#7 - 12）
- 編集：内田国俊（Eno Studio）
- 音効：温水義成（casinodrlve）
- MA：岡村奈央（casinodrlve）、古川小百合（casinodrlve）
- 衣装協力：UP-T
- カラオケ音源：DAM（第一興商）
- 振付：高田あゆみ
- 宣伝：佐野絵梨
- 制作デスク：保坂淳子
- タイトル：熊谷千恵子
- ディレクター：小室麻依、中島彰人、城後加奈江、胡桃澤圭、岩崎麻里奈 / 白旗萌朔、各務ほの香（#1 - 6）
- 演出：佐藤正樹[1]
- プロデューサー：毛利忍、大脇光貴[1]、正木明日香、升野太誠（#6 - 14）
- 制作：植野浩之[1]
- 企画制作：日本テレビ[1]
- 制作協力：サルベージ[1]
- 制作著作：「日向坂ミュージックパレード」製作委員会[注 4][1]